# Ceratophyllus celsus
Ceratophyllus celsus (лат.) — вид блох из рода Ceratophyllus. Эктопаразит птиц.

## Хозяева и распространение
В числе других блох обнаружен на домовых воробьях.
Неарктический подвид Ceratophyllus celsus celsus чаще всего паразитирует на береговой ласточке и горных ласточках рода Petrochelidon. Распространён в США и Канаде. Представители подвида Ceratophyllus celsus apricus отмечены на Кубе.

## Подвиды
- Ceratophyllus celsus apricus (Jordan, 1929)[4]
- Ceratophyllus celsus celsus (Jordan, 1926)